# Ремус Фаркас
Ремус Фаркас (нар. 11 грудня 1971) — колишній румунський тенісист.
Найвищу одиночну позицію світового рейтингу — 400 місце досяг 14 серпня 2000, парну — 702 місце — 20 липня 1992 року.

## Фінали ITF Ф'ючерс

### Парний розряд: 1 (0–1)
| Результат | Дата     | Турнір             | Покриття | Партнер         | Суперники                     | Рахунок          |
| --------- | -------- | ------------------ | -------- | --------------- | ----------------------------- | ---------------- |
| Поразка   | Лип 2001 | Румунія F3, Брашов | Ґрунт    | Мар'юс Калугеру | Роберто Альварес Жордан Добль | 2–6, 6–2, 6–7(9) |